# Chiesa del Beato Antonio Patrizi
La chiesa del Beato Antonio Patrizi è un edificio sacro che si trova a Monticiano ed è consacrata ad Antonio Patrizi. La chiesa è documentata dal 1291.

## Descrizione
L'ampia navata, rimaneggiata nella parte terminale, presenta una semplice facciata a capanna dove si apre un bel portale con arco a tutto sesto. Lunghe monofore gotiche, con arco trilobato, sono inserite nelle pareti laterali. Sul lato sinistro si apre il chiostro cinquecentesco. Nell'interno, rimaneggiato in età barocca, si osservano affreschi staccati del XIV secolo e la tela di Rutilio Manetti che raffigura la Morte del beato Antonio Patrizi. Nella sala capitolare dell'ex convento si trovano interessanti affreschi monocromi, opera di artisti senesi vicini a Carlo di Giovanni, Pietro di Giovanni d'Ambrogio e Giovanni di Paolo (metà del Quattrocento).